# Варибоба, Джулио
Джулио Варибоба (алб.  Jul Variboba; октябрь 1725, Сан-Джорджо-Альбанесе, Калабрия — 1788, Рим) — албанский поэт, внесший большой вклад в литературу Албании.

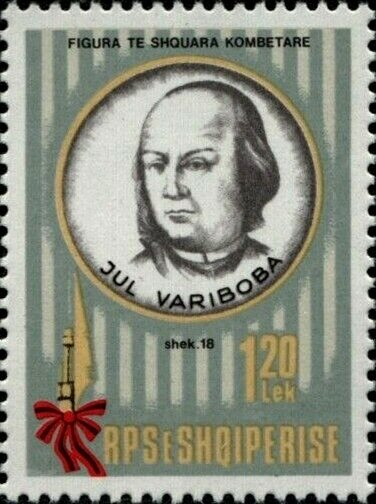
Джулио Варибоба На почтовой марке Албании 1988 г

Писал на арберешском диалекте.

## Биография
Албанского происхождения. Служил католическим священником в родном селе. Ещё юношей объявил своей невестой Деву Марию и надел на палец статуи Мадонны обручальное кольцо. Всю свою дальнейшую жизнь посвятил служению ей и её воспеванию.
В 1762 году издал в Риме поэму или, точнее, сборник стихов и религиозных поэм «Жизнь святой Девы Марии» (алб. «Gjella e Shën Mërisë Virgjër»), общим объемом 4717 строк. Части этой книги посвящены отдельным моментам жизни избранной автором героини, но Варибоба произвольно трактовал евангельский текст и изобразил Деву Марию в бытовой среде албанской деревни в Калабрии.
В предисловии, написанном изысканной прозой, автор легко, даже с юмором, разговаривает с Богородицей, словно с хорошей приятельницей. Он просит ее вступиться за него, грешного, в час смерти — в награду за посвященные ей песни.
В «житийных» частях поэмы Варибоба воспевал её как обычную крестьянку, повивающую своего ребенка, которая поёт ему колыбельные песни, принимает неприхотливые подарки крестьян — калабрийских пастухов, имеющих типичные албанские имена или прозвища, приносящих ей ягненка, кусок сыра, играющих на народных инструментах. Исследователи видят в этих пасторальных образках влияние итальянского изобразительного искусства, где в эпоху Возрождения евангельские сюжеты тоже часто изображались на обычном для Италии крестьянском фоне. Ещё одна черта, сочетающая произведение Варибобы с итальянским искусством — трагический психологизм в трактовке темы страдающей матери (оплакивание Марией смерти Сына).
В гимнах, посвященных непосредственно Марии, поэт с упоением изобретает для нее все новые и новые имена, величает ее «нежным оранжем», «светом», «надеждой», своей «первой любовью».
Варибоба уникален в ранней албанской литературе как своей ясной и простой поэтической чувствительностью, так и разнообразием ритмического выражения, хотя качество его стихов значительно различается.